# Mohammed Ben Kalish Ezab
Mohammed Ben Kalish Ezab est un personnage de fiction des Aventures de Tintin, créé par Hergé. Il apparaît pour la première fois en 1949 dans la deuxième version de Tintin au pays de l'or noir. Émir du Khemed, un État fictif de la péninsule Arabique, il est le père d'Abdallah, garnement intrépide qui soulève l'irritation des personnages.

## Le personnage dans la série

### Identité et caractère

Le drapeau du Khemed.

Mohammed Ben Kalish Ezab est l'émir de l'état fictif du Khemed, situé dans la péninsule Arabique. Il vit avec son fils Abdallah dans son palais de Hasch El Hemm, situé à quelque distance de la capitale Wadesdah. Aucune information n'est donnée sur son épouse.
Il est d'un caractère très changeant, voire instable, capable de couvrir son fils d'éloge et de multiplier les superlatifs à son égard avant de le maudire quand il est victime de ses farces. De même, il entre dans une colère froide à la moindre évocation de son rival le cheik Bab El Ehr qui souhaite le renverser. L'historien Pascal Ory le décrit comme « un modèle de contradictions, capable de passer sans transition de la colère à la bonhommie, féroce avec ses adversaires mais hospitalier avec ceux qu'il respecte et, plus que tout, père attendri ».

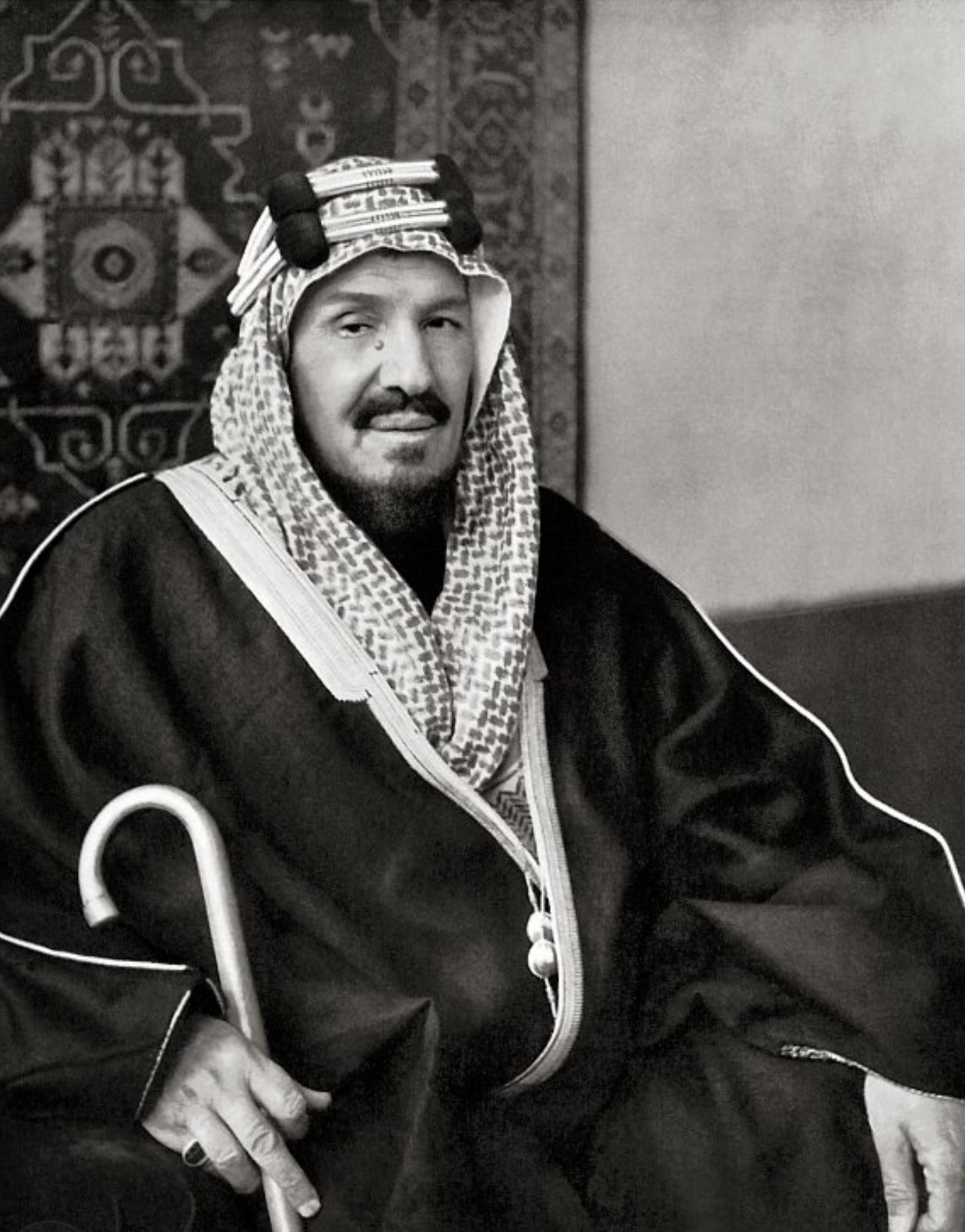
Le roi saoudien Abdelaziz ibn Saoud.

Reconnaissable à ses lunettes rondes et à sa barbiche noire, Mohammed Ben Kalish Ezab porte une tenue traditionnelle de la péninsule Arabique : dishdasha blanche, bisht de couleur sombre et keffieh. Son personnage est inspiré du roi Abdelaziz ibn Saoud, fondateur de l'Arabie saoudite en 1932, tandis que son fils Abdallah est inspiré du roi Fayçal II, monté sur le trône d'Irak à l'âge de trois ans, en 1939. Son nom est bâti sur un jeu de mots : en marollien, dialecte bruxellois dans lequel Hergé a baigné pendant l'enfance, « kaliche zap » signifie « jus de réglisse »,.

### Apparitions dans les albums
Mohammed Ben Kalish Ezab apparaît en 1949 dans le dernier strip de la trente-cinquième planche de Tintin au pays de l'or noir, lors de la parution de la deuxième version de cette aventure dans le journal Tintin,. Le professeur Smith fait enlever son fils Abdallah pour le pousser à signer un contrat avec une société d'exploitation pétrolière. Tintin part à sa recherche et finit par le ramener sain et sauf auprès de son père.
Dans Coke en stock, l'émir envoie son fils au château de Moulinsart, craignant un coup d'État au Khemed. Effectivement renversé par son rival Bab El Ehr, il se réfugie dans un site qui ressemble énormément à celui de Pétra en Jordanie, et où Tintin et le capitaine Haddock le rejoignent. À la fin de l'album, Ben Kalish Ezab reprend le pouvoir.
L'émir du Khemed devait effectuer une dernière apparition dans Tintin et l'Alph-Art, album inachevé en raison de la mort d'Hergé en 1983. D'après les éléments de scénario esquissés par le dessinateur, Ben Kalish Ezab a l'intention dans cette aventure d'implanter un musée d'art contemporain dans sa capitale.

## Analyse
Comme avant lui le maharadjah de Rawhajpoutalah, ou le roi Muskar XII de Syldavie, Mohammed Ben Kalish Ezab est présenté comme un souverain éclairé, soucieux du bien-être de son peuple. Tout comme les précédents souverains convoqués dans la série, il est la cible d'ennemis cupides et sans scrupules que Tintin, défenseur d'une cause juste, réussit finalement à écarter.
Selon l'historien de la bande dessinée Pierre Skilling, l'attrait de la monarchie serait double pour Hergé : d'une part, l'auteur affirme ses propres convictions politiques en présentant la royauté comme garante de la stabilité politique du pays, d'autre part, elle permet de conserver dans les albums une dimension de conte de fées essentielle dans une œuvre pour la jeunesse. Ainsi le thème se répète : de la même manière que le sceptre symbolise l'autorité du roi de Syldavie, le pétrole définit celui de l'émir. S'il en perd le contrôle, sa position à la tête du pays est compromise.
Mohammed Ben Kalish Ezab est également présenté comme un souverain lettré, comme en témoigne la lettre soignée qu'il envoie à Tintin dans Coke en stock. Cette maîtrise parfaite du langage écrit contraste cependant avec la stupidité de ses dires et à l'absurdité de son comportement excessif. 
Mais l'historien Mathieu Bouchard, estime  au contraire que « le raffinement du vocabulaire [de l'émir] (« ce pur saphir », « cher petit agneau », « mon petit gâteau de miel ») ne sert qu'à grossir, en miroir, la bêtise du propos (et la survivance du despotisme oriental) ».
Cependant, s'il aspire à un pouvoir autocratique, Ben Kalish Ezab a toutes les peines du monde à gouverner son pays et se retrouve sans cesse la cible de coups d'État perpétrés par son rival, le cheik Bab El Ehr. 
Il se montre en réalité « inapte à l'action », une caractéristique récurrente des personnages orientaux dans l'œuvre d'Hergé, comme le souligne Mathieu Bouchard, qui constate que « de la première aventure de Tintin au Moyen-Orient à la dernière, les sujets agissant sont presque toujours des Occidentaux ».
L'impuissance de l'émir se manifeste finalement dans son incapacité à asseoir son autorité sur son propre fils, Abdallah.

## Interprétation
Dans la série télévisée d'animation Les Aventures de Tintin, réalisée en 1991 en collaboration entre le studio français Ellipse et la société d'animation canadienne Nelvana, le personnage d'Abdallah est doublé par le comédien Yves Barsacq.